# 霍特林引理
霍特林引理（Hotelling's lemma）是微观经济学中的一个推论，可以由包络定理得到。这个引理非常简单，其内容为：
设{\displaystyle y(p)}为厂商的净供给函数，自变量为商品价格{\displaystyle p}，则：
{\displaystyle y(p)={\frac {\partial \pi (p)}{\partial p}}}，
其中{\displaystyle \pi }是厂商的利润函数，自变量同样为价格。这个引理的前提是价格为正且利润函数可微。
该引理首先由哈罗德·霍特林得到，故而得名。

## 证明
设共有{\displaystyle n}种商品，第{\displaystyle i}种商品的价格为{\displaystyle p_{i}}，净供给为{\displaystyle y_{i}(\mathbf {p} )}。厂商的利润函数{\displaystyle \pi (\mathbf {p} )=\max _{\mathbf {y} (\mathbf {p} )}\mathbf {p} \cdot \mathbf {y} (\mathbf {p} )}，根据包络定理
{\displaystyle {\frac {\partial \pi }{\partial \mathbf {p} }}=\left.{\frac {\partial (\mathbf {p} \cdot \mathbf {y} (\mathbf {p} ))}{\partial \mathbf {p} }}\right\vert _{\mathbf {y} (\mathbf {p} )=\mathbf {y} ^{*}(\mathbf {p} )}=\mathbf {y} ^{*}(\mathbf {p} )}。